# Гагины (дворянский род)
Гагины — древний русский дворянский род.
Первовыехавший из Польши прозывался Гагин, откуда и пошла фамилия.
При подаче документов (15 июля 1686), для внесения рода в Бархатную книгу, была предоставлено родословная роспись Гагиных, роспись их служб (1614-1663), пять указных царских грамот (1614-1644), документы поданы за подписью Ивана Гагина.
Род вписан в VI часть дворянской родословной книги Рязанской губернии и во II часть родословной книги Московской губернии.
Согласно Биографическому словарю, «Несомненно, одного происхождения с ними и московские Гагины, записанные, по недостаточности представленных доказательств, во II и III частях родословной книги».

## История
В XV веке Гагины владели вотчинами в Шелонской и Водской пятинах. Елевферий Гагин встречал Ивана III Васильевича (1476). Василий Михайлович и Юрий Васильевич поручились по князю Бельскому (1562). В конце XVI и в XVII веках владели поместьями в Зарайском, Ряжском и Рязанском уездах.
Родоначальник Гагиных — воевода Иван Иванович Гагин, воевода в Епифани (1614), Дедилове (1616), осадный воевода в Михайлове (1624/25), Венёве (1644), пожалован за «московское осадное сиденье» вотчиною в Рязанском уезде (1612). Правнук основателя рода, стольник Иван Федосеевич Гагин, за участие в крымском походе 1689 года был жалован похвальными грамотами. Иван Данилович Гагин был отправлен для обучения за границей в составе Великого посольства (1697).
Трое представителей рода владели населёнными имениями (1699).

## Описание герба
В щите, разделенном надвое, в верхней половине, в правом голубом поле изображен ангел с копьем и золотым щитом (герб великого княжества Киевского). В левом красном поле серебряная восьмиугольная звезда. В нижней половине, в золотом поле, находится чёрный медведь, обращенный в правую сторону.
На щите дворянский коронованный шлем. Нашлемник: рука в серебряных латах с мечом. Намёт на щите голубой, подложенный золотом.

## Известные представители
- Гагины: Кондратий, Иван и Афанасий Ивановичи — рязанские городовые дворяне (1629).
- Гагин Данила Степанович — стольник царицы Евдокии Лукьяновны (1636-1640).
- Гагин Давыд Афанасьевич — московский дворянин (1672-1678).
- Гагин Иван Давыдович — стряпчий (1680), стольник (1680-1692), женат на Анне Алексеевне Сатиной.
- Гагин Михаил Васильевич — стряпчий (1683)[11][12].